# Euploea denticulata
Euploea denticulata är en fjärilsart som beskrevs av Moore 1883. Euploea denticulata ingår i släktet Euploea och familjen praktfjärilar. Inga underarter finns listade i Catalogue of Life.